# Liste der Einträge im National Register of Historic Places im Benton County (Indiana)

Lage des Benton County in Indiana

Die Liste der Einträge im National Register of Historic Places im Benton County in Indiana führt alle Bauwerke und historischen Stätten im Benton County auf, die in das National Register of Historic Places aufgenommen wurden.
| [ 2 ] | Name                         | Bild                         | Eintragsdatum        | Lage                                                        | Ort    | Beschreibung |
| ----- | ---------------------------- | ---------------------------- | -------------------- | ----------------------------------------------------------- | ------ | ------------ |
| 1     | Benton County Courthouse     | Benton County Courthouse     | 2008 ID-Nr. 08000741 | 706 East 5th Street 40° 37′ 2″ N, 87° 18′ 56″ W             | Fowler |              |
| 2     | Fowler Theatre               | Fowler Theatre               | 2004 ID-Nr. 04001315 | 111 East 5th Street 40° 37′ 4″ N, 87° 19′ 22″ W             | Fowler |              |
| 3     | Fraser & Isham Law Office    | Fraser & Isham Law Office    | 2000 ID-Nr. 00001135 | 306 East 5th Street 40° 37′ 3″ N, 87° 19′ 9″ W              | Fowler |              |
| 4     | David S. Heath House         | David S. Heath House         | 1999 ID-Nr. 99001153 | 202 West McConnell Street 40° 31′ 10″ N, 87° 15′ 6″ W       | Oxford |              |
| 5     | Presbyterian Church Building | Presbyterian Church Building | 1984 ID-Nr. 84000997 | Benton Street Ecke Justus Street 40° 31′ 8″ N, 87° 15′ 2″ W | Oxford |              |